# چمن‌چکاو پرویی
چمن‌چکاو پرویی (نام علمی: Sturnella bellicosa) نام یک گونه از سرده چمن‌چکاو است.